# Чаватта, Мануэль
Мануэ́ль Чава́тта (итал. Manuel Ciavatta, род. 27 декабря 1976, Сан-Марино) — санмаринский политический и государственный деятель; капитан-регент Сан-Марино совместно с Мария Луизой Берти с 1 октября 2022 по 1 апреля 2023 года.

## Биография
Родился 27 декабря 1976 года в столице страны. По окончании школы изучал в Болонском университете специальности инженера-строителя и теолога-богослова. Он является членом Сан-маринской христианско-демократической партии, где занимает пост заместителя политического секретаря партии. В Генеральный совет Сан-Марино избирался с 2012 года по 2016, и вновь с 2019 по настоящее время.
В середине сентября 2022 года он был избран на пост руководителя страны и вступил в эту должность в октябре этого же года. На этом посту он находился до 1 апреля 2023 года.